# Campeonato da Europa de Atletismo de 2018 - Decatlo masculino
A prova do decatlo masculino do Campeonato da Europa de Atletismo de 2018 foi disputada entre os dias  7 e 8 de agosto de 2018 no Estádio Olímpico de Berlim em Berlim,  na Alemanha. 

## Recordes
Antes desta competição, os recordes mundiais e do campeonato nesta prova eram os seguintes:
|                       | Nome           | Nacionalidade  | Pontos | Local     | Data                 |
| --------------------- | -------------- | -------------- | ------ | --------- | -------------------- |
| Recorde mundial       | Ashton Eaton   | Estados Unidos | 9045   | Pequim    | 29 de agosto de 2015 |
| Recorde do campeonato | Daley Thompson | Reino Unido    | 8811   | Estugarda | 28 de agosto de 1986 |
| Recorde europeu       | Roman Šebrle   | Chéquia        | 9026   | Götzis    | 27 de maio de 2001   |

## Medalhistas
| Oruro                 | Prata           | Bronze                    |
| Alemanha Arthur Abele | Ilya Shkurenyov | Bielorrússia Vitaliy Zhuk |

## Cronograma
Todos os horários são locais (UTC+2).
| Data        | Horário | Fase                     |
| ----------- | ------- | ------------------------ |
| 7 de agosto | 09:30   | 100 metros               |
| 7 de agosto | 10:30   | Salto em distância       |
| 7 de agosto | 11:50   | Arremesso de peso        |
| 7 de agosto | 18:30   | Salto em altura          |
| 7 de agosto | 21:00   | 400 metros               |
| 8 de agosto | 09:35   | 110 metros com barreiras |
| 8 de agosto | 10:20   | Lançamento de disco      |
| 8 de agosto | 13:15   | Salto com vara           |
| 8 de agosto | 17:50   | Lançamento de dardo      |
| 8 de agosto | 21:35   | 1500 metros              |

## Resultados

### 100 metros
| Posição | Bateria | Atleta                  | Nacionalidade               | Tempo | Notas                | Pontos |
| ------- | ------- | ----------------------- | --------------------------- | ----- | -------------------- | ------ |
| 1       | 4       | Kevin Mayer             | França                      | 10.64 | Recorde pessoal      | 942    |
| 2       | 4       | Tim Duckworth           | Grã-Bretanha                | 10.65 |                      | 940    |
| 3       | 4       | Karl Robert Saluri      | Estónia                     | 10.68 |                      | 933    |
| 4       | 4       | Arthur Abele            | Alemanha                    | 10.86 |                      | 892    |
| 5       | 3       | Ruben Gado              | França                      | 10.86 | Recorde da temporada | 892    |
| 5       | 4       | Martin Roe              | Noruega                     | 10.86 |                      | 892    |
| 7       | 2       | Jorge Ureña             | Espanha                     | 10.87 |                      | 890    |
| 8       | 4       | Simone Cairoli          | Itália                      | 10.94 |                      | 874    |
| 9       | 3       | Paweł Wiesiołek         | Polónia                     | 10.95 | Recorde da temporada | 872    |
| 10      | 3       | Yury Yaremich           | Bielorrússia                | 10.96 | =                    | 870    |
| 11      | 3       | Maksim Andraloits       | Bielorrússia                | 11.00 |                      | 861    |
| 11      | 4       | Dominik Distelberger    | Áustria                     | 11.00 |                      | 861    |
| 13      | 3       | Eelco Sintnicolaas      | Países Baixos               | 11.04 |                      | 852    |
| 14      | 3       | Fredrik Samuelsson      | Suécia                      | 11.04 |                      | 852    |
| 15      | 3       | Mathias Brugger         | Alemanha                    | 11.05 |                      | 850    |
| 15      | 2       | Elmo Savola             | Finlândia                   | 11.05 |                      | 850    |
| 17      | 2       | Jan Doležal             | Chéquia                     | 11.06 | =                    | 847    |
| 18      | 1       | Vitali Zhuk             | Bielorrússia                | 11.12 |                      | 834    |
| 19      | 2       | Marek Lukáš             | Chéquia                     | 11.12 |                      | 834    |
| 20      | 1       | Ilya Shkurenyov         | Atletas Neutros Autorizados | 11.12 |                      | 834    |
| 21      | 2       | Romain Martin           | França                      | 11.16 |                      | 825    |
| 22      | 2       | Karel Tilga             | Estónia                     | 11.26 |                      | 804    |
| 23      | 2       | Maicel Uibo             | Estónia                     | 11.31 |                      | 793    |
| 24      | 1       | Pieter Braun            | Países Baixos               | 11.33 |                      | 789    |
| 25      | 1       | Niklas Kaul             | Alemanha                    | 11.36 |                      | 782    |
| 26      | 1       | Marcus Nilsson          | Suécia                      | 11.37 |                      | 780    |
| 27      | 1       | Thomas Van der Plaetsen | Bélgica                     | 11.48 |                      | 757    |
| 28      | 1       | Darko Pešić             | Montenegro                  | 11.68 |                      | 715    |

### Salto em distância
| Posição | Grupo | Atleta                  | Nacionalidade               | #1   | #2   | #3   | Resultado | Notas                | Pontos | Total |
| ------- | ----- | ----------------------- | --------------------------- | ---- | ---- | ---- | --------- | -------------------- | ------ | ----- |
| 1       | A     | Martin Roe              | Noruega                     | 7.61 | x    | –    | 7.61      | Recorde pessoal      | 962    | 1854  |
| 2       | A     | Tim Duckworth           | Grã-Bretanha                | x    | 7.57 | –    | 7.57      |                      | 952    | 1892  |
| 3       | A     | Ilya Shkurenyov         | Atletas Neutros Autorizados | 7.38 | 7.48 | 7.55 | 7.55      | Recorde da temporada | 947    | 1781  |
| 4       | A     | Yury Yaremich           | Bielorrússia                | 7.30 | 7.28 | 7.55 | 7.55      |                      | 947    | 1817  |
| 5       | A     | Pieter Braun            | Países Baixos               | 7.52 | 7.46 | x    | 7.52      |                      | 940    | 1729  |
| 6       | A     | Fredrik Samuelsson      | Suécia                      | 7.04 | 7.22 | 7.52 | 7.52      | Recorde da temporada | 940    | 1792  |
| 7       | A     | Karl Robert Saluri      | Estónia                     | 7.50 | x    | 7.50 | 7.50      |                      | 935    | 1868  |
| 8       | B     | Simone Cairoli          | Itália                      | 6.99 | 7.49 | –    | 7.49      | Recorde pessoal      | 932    | 1806  |
| 9       | B     | Arthur Abele            | Alemanha                    | 7.42 | –    | –    | 7.42      | Recorde da temporada | 915    | 1807  |
| 10      | A     | Thomas Van der Plaetsen | Bélgica                     | 7.41 | 7.34 | –    | 7.41      |                      | 913    | 1670  |
| 11      | A     | Maicel Uibo             | Estónia                     | 7.27 | x    | x    | 7.27      |                      | 878    | 1671  |
| 12      | B     | Karel Tilga             | Estónia                     | 7.25 | 7.19 | x    | 7.25      |                      | 874    | 1678  |
| 13      | A     | Jorge Ureña             | Espanha                     | x    | 7.16 | 7.24 | 7.24      |                      | 871    | 1761  |
| 14      | B     | Niklas Kaul             | Alemanha                    | 7.14 | 7.20 | –    | 7.20      |                      | 862    | 1644  |
| 15      | B     | Dominik Distelberger    | Áustria                     | x    | x    | 7.16 | 7.16      |                      | 852    | 1713  |
| 16      | B     | Eelco Sintnicolaas      | Países Baixos               | x    | 7.10 | 7.13 | 7.13      |                      | 845    | 1697  |
| 17      | B     | Marcus Nilsson          | Suécia                      | 6.83 | x    | 7.13 | 7.13      | Recorde pessoal      | 845    | 1625  |
| 18      | B     | Jan Doležal             | Chéquia                     | 6.91 | 7.12 | 7.08 | 7.12      |                      | 842    | 1689  |
| 19      | B     | Vitali Zhuk             | Bielorrússia                | 6.70 | 7.05 | x    | 7.05      |                      | 826    | 1660  |
| 20      | B     | Marek Lukáš             | Chéquia                     | 6.93 | 6.99 | x    | 6.99      | Recorde da temporada | 811    | 1645  |
| 21      | A     | Maksim Andraloits       | Bielorrússia                | 6.97 | x    | 6.84 | 6.97      |                      | 807    | 1668  |
| 22      | B     | Elmo Savola             | Finlândia                   | 6.84 | 6.93 | 6.71 | 6.93      |                      | 797    | 1647  |
| 23      | A     | Paweł Wiesiołek         | Polónia                     | x    | x    | 6.93 | 6.93      |                      | 797    | 1669  |
| 24      | B     | Darko Pešić             | Montenegro                  | x    | 6.58 | x    | 6.58      |                      | 716    | 1431  |
| 25      | B     | Mathias Brugger         | Alemanha                    | x    | x    | x    | NM        |                      | 0      | 850   |
| 25      | A     | Ruben Gado              | França                      | x    | x    | x    | NM        |                      | 0      | 892   |
| 25      | B     | Romain Martin           | França                      | x    | x    | x    | NM        |                      | 0      | 825   |
| 25      | A     | Kevin Mayer             | França                      | x    | x    | x    | NM        |                      | 0      | 942   |

### Arremesso de peso
| Posição | Grupo | Atleta                  | Nacionalidade               | #1    | #2    | #3    | Resultado | Notas                | Pontos | Total |
| ------- | ----- | ----------------------- | --------------------------- | ----- | ----- | ----- | --------- | -------------------- | ------ | ----- |
| 1       | A     | Mathias Brugger         | Alemanha                    | 15.01 | 14.96 | 15.92 | 15.92     | Recorde pessoal      | 846    | 1696  |
| 2       | A     | Vitali Zhuk             | Bielorrússia                | 15.30 | 15.19 | 15.65 | 15.65     | Recorde pessoal      | 830    | 2490  |
| 3       | A     | Arthur Abele            | Alemanha                    | 15.64 | 15.01 | –     | 15.64     |                      | 829    | 2636  |
| 4       | A     | Martin Roe              | Noruega                     | 15.48 | 15.39 | x     | 15.48     | Recorde da temporada | 819    | 2673  |
| 5       | A     | Maksim Andraloits       | Bielorrússia                | 14.64 | 15.33 | x     | 15.33     | Recorde pessoal      | 810    | 2478  |
| 6       | A     | Darko Pešić             | Montenegro                  | 14.45 | 14.97 | 14.91 | 14.97     |                      | 788    | 2219  |
| 7       | A     | Maicel Uibo             | Estónia                     | 14.01 | 14.50 | 14.61 | 14.61     |                      | 766    | 2437  |
| 8       | B     | Karl Robert Saluri      | Estónia                     | 14.54 | 14.14 | 14.06 | 14.54     | Recorde pessoal      | 761    | 2629  |
| 9       | A     | Pieter Braun            | Países Baixos               | 12.28 | 14.20 | 14.22 | 14.22     |                      | 742    | 2471  |
| 10      | A     | Karel Tilga             | Estónia                     | 13.60 | 14.20 | x     | 14.20     |                      | 741    | 2419  |
| 11      | B     | Eelco Sintnicolaas      | Países Baixos               | 14.06 | 13.73 | x     | 14.06     |                      | 732    | 2429  |
| 12      | A     | Marek Lukáš             | Chéquia                     | 13.64 | 13.88 | 14.04 | 14.04     |                      | 731    | 2376  |
| 13      | A     | Jan Doležal             | Chéquia                     | 14.03 | 13.89 | 13.88 | 14.03     |                      | 730    | 2419  |
| 14      | B     | Fredrik Samuelsson      | Suécia                      | 13.99 | 13.73 | x     | 13.99     |                      | 728    | 2520  |
| 15      | A     | Marcus Nilsson          | Suécia                      | 13.79 | 13.90 | x     | 13.90     |                      | 722    | 2347  |
| 16      | B     | Niklas Kaul             | Alemanha                    | 13.71 | 13.53 | 13.85 | 13.85     |                      | 719    | 2363  |
| 17      | A     | Romain Martin           | França                      | 13.74 | 13.76 | x     | 13.76     |                      | 714    | 1539  |
| 18      | B     | Tim Duckworth           | Grã-Bretanha                | 11.50 | 13.61 | x     | 13.61     |                      | 704    | 2596  |
| 19      | B     | Jorge Ureña             | Espanha                     | 13.29 | x     | 13.58 | 13.58     |                      | 703    | 2464  |
| 20      | B     | Ilya Shkurenyov         | Atletas Neutros Autorizados | 13.36 | 13.43 | 13.28 | 13.43     |                      | 693    | 2474  |
| 21      | B     | Elmo Savola             | Finlândia                   | 13.41 | x     | 13.38 | 13.41     |                      | 692    | 2339  |
| 22      | B     | Ruben Gado              | França                      | 13.40 | x     | 13.02 | 13.40     |                      | 692    | 1584  |
| 23      | B     | Thomas Van der Plaetsen | Bélgica                     | 13.35 | x     | x     | 13.35     |                      | 689    | 2359  |
| 24      | B     | Simone Cairoli          | Itália                      | 11.88 | 13.25 | x     | 13.25     |                      | 682    | 2488  |
| 25      | B     | Yury Yaremich           | Bielorrússia                | 12.89 | 12.77 | x     | 12.89     |                      | 661    | 2478  |
| 26      | B     | Paweł Wiesiołek         | Polónia                     | x     | 12.79 | x     | 12.79     |                      | 654    | 2323  |
| 27      | B     | Dominik Distelberger    | Áustria                     | 12.60 | x     | x     | 12.60     |                      | 643    | 2356  |
| 28      | A     | Kevin Mayer             | França                      |       |       |       | DNS       |                      |        |       |

### Salto em altura
| Posição | Grupo | Atleta                  | Nacionalidade               | 1.81 | 1.84 | 1.87 | 1.90 | 1.93 | 1.96 | 1.99 | 2.02 | 2.05 | 2.08 | 2.11 | 2.14 | 2.17 | 2.20 | Resultado | Pontos | Notas                | Total |
| ------- | ----- | ----------------------- | --------------------------- | ---- | ---- | ---- | ---- | ---- | ---- | ---- | ---- | ---- | ---- | ---- | ---- | ---- | ---- | --------- | ------ | -------------------- | ----- |
| 1       | A     | Tim Duckworth           | Grã-Bretanha                | –    | –    | –    | –    | –    | –    | –    | o    | o    | xo   | o    | o    | xo   | xr   | 2.17      | 963    | Recorde pessoal      | 3559  |
| 2       | A     | Niklas Kaul             | Alemanha                    | –    | –    | –    | –    | –    | o    | o    | o    | xxo  | xo   | xr   |      |      |      | 2.08      | 878    |                      | 3241  |
| 3       | A     | Fredrik Samuelsson      | Suécia                      | –    | –    | –    | o    | –    | o    | o    | o    | xxo  | xxo  | xxx  |      |      |      | 2.08      | 878    | Recorde pessoal      | 3398  |
| 4       | A     | Thomas Van der Plaetsen | Bélgica                     | –    | –    | –    | –    | –    | o    | –    | xo   | o    | xxx  |      |      |      |      | 2.05      | 850    |                      | 3209  |
| 5       | A     | Simone Cairoli          | Itália                      | –    | –    | –    | o    | –    | o    | –    | o    | xo   | xxx  |      |      |      |      | 2.05      | 850    | Recorde da temporada | 3338  |
| 6       | A     | Maicel Uibo             | Estónia                     | –    | –    | –    | –    | –    | –    | –    | o    | –    | xxx  |      |      |      |      | 2.02      | 822    |                      | 3259  |
| 6       | A     | Jorge Ureña             | Espanha                     | –    | –    | o    | –    | o    | –    | o    | o    | xxx  |      |      |      |      |      | 2.02      | 822    | Recorde da temporada | 3286  |
| 8       | A     | Maksim Andraloits       | Bielorrússia                | –    | –    | –    | xo   | o    | o    | o    | o    | xxx  |      |      |      |      |      | 2.02      | 822    |                      | 3300  |
| 8       | A     | Romain Martin           | França                      | –    | –    | –    | xo   | –    | o    | o    | o    | xxx  |      |      |      |      |      | 2.02      | 822    |                      | 2361  |
| 10      | A     | Karel Tilga             | Estónia                     | –    | –    | –    | –    | xo   | –    | xo   | o    | xxx  |      |      |      |      |      | 2.02      | 822    |                      | 3241  |
| 11      | A     | Ilya Shkurenyov         | Atletas Neutros Autorizados | –    | –    | –    | –    | xo   | o    | o    | xo   | xxx  |      |      |      |      |      | 2.02      | 822    | Recorde da temporada | 3296  |
| 12      | A     | Jan Doležal             | Chéquia                     | –    | –    | –    | o    | o    | o    | o    | xxo  | xxx  |      |      |      |      |      | 2.02      | 822    | Recorde pessoal      | 3241  |
| 13      | A     | Yury Yaremich           | Bielorrússia                | –    | –    | o    | o    | o    | xo   | o    | xxo  | xxx  |      |      |      |      |      | 2.02      | 822    |                      | 3300  |
| 14      | B     | Pieter Braun            | Países Baixos               | –    | –    | –    | o    | xo   | o    | xo   | xxo  | xxx  |      |      |      |      |      | 2.02      | 822    | Recorde da temporada | 3293  |
| 15      | B     | Marcus Nilsson          | Suécia                      | –    | –    | o    | o    | o    | o    | o    | xxx  |      |      |      |      |      |      | 1.99      | 794    | Recorde da temporada | 3141  |
| 16      | B     | Vitali Zhuk             | Bielorrússia                | –    | o    | o    | o    | xo   | xxo  | o    | xxx  |      |      |      |      |      |      | 1.99      | 794    | Recorde da temporada | 3284  |
| 17      | B     | Elmo Savola             | Finlândia                   | –    | o    | o    | o    | o    | xxo  | xo   | xxx  |      |      |      |      |      |      | 1.99      | 794    | =                    | 3133  |
| 18      | B     | Mathias Brugger         | Alemanha                    | –    | –    | –    | –    | xo   | o    | xxx  |      |      |      |      |      |      |      | 1.96      | 767    |                      | 2463  |
| 19      | B     | Martin Roe              | Noruega                     | –    | o    | o    | o    | xxo  | xo   | r    |      |      |      |      |      |      |      | 1.96      | 767    | =                    | 3440  |
| 20      | B     | Ruben Gado              | França                      | –    | o    | xo   | o    | xxo  | xxo  | xxx  |      |      |      |      |      |      |      | 1.96      | 767    |                      | 2351  |
| 21      | B     | Paweł Wiesiołek         | Polónia                     | –    | –    | o    | o    | o    | xxx  |      |      |      |      |      |      |      |      | 1.93      | 740    |                      | 3063  |
| 22      | B     | Arthur Abele            | Alemanha                    | –    | o    | o    | xo   | xo   | xxx  |      |      |      |      |      |      |      |      | 1.93      | 740    | Recorde da temporada | 3376  |
| 23      | B     | Dominik Distelberger    | Áustria                     | –    | o    | o    | o    | xxx  |      |      |      |      |      |      |      |      |      | 1.90      | 714    |                      | 3070  |
| 24      | B     | Darko Pešić             | Montenegro                  | o    | xxo  | –    | xo   | x–   | r    |      |      |      |      |      |      |      |      | 1.90      | 714    |                      | 2933  |
| 25      | B     | Karl Robert Saluri      | Estónia                     | o    | o    | o    | xxx  |      |      |      |      |      |      |      |      |      |      | 1.87      | 687    |                      | 3316  |
| 26      | B     | Marek Lukáš             | Chéquia                     | xo   | o    | o    | xxx  |      |      |      |      |      |      |      |      |      |      | 1.87      | 687    |                      | 3063  |
| 27      | B     | Eelco Sintnicolaas      | Países Baixos               | o    | –    | xxx  |      |      |      |      |      |      |      |      |      |      |      | 1.81      | 636    |                      | 3065  |
| 28      | A     | Kevin Mayer             | França                      |      |      |      |      |      |      |      |      |      |      |      |      |      |      | 'DNS      |        |                      |       |

### 400 metros
| Posição | Bateria | Atleta                  | Nacionalidade               | Tempo | Notas                | Pontos | Total |
| ------- | ------- | ----------------------- | --------------------------- | ----- | -------------------- | ------ | ----- |
| 1       | 4       | Ruben Gado              | França                      | 47.65 | Recorde pessoal      | 926    | 3277  |
| 2       | 4       | Mathias Brugger         | Alemanha                    | 47.86 | Recorde da temporada | 916    | 3379  |
| 3       | 4       | Arthur Abele            | Alemanha                    | 48.01 | Recorde da temporada | 909    | 4285  |
| 4       | 4       | Karl Robert Saluri      | Estónia                     | 48.26 |                      | 897    | 4213  |
| 5       | 4       | Vitali Zhuk             | Bielorrússia                | 48.41 | Recorde pessoal      | 889    | 4173  |
| 6       | 3       | Jorge Ureña             | Espanha                     | 48.50 | Recorde pessoal      | 885    | 4171  |
| 7       | 3       | Pieter Braun            | Países Baixos               | 48.52 | Recorde da temporada | 884    | 4177  |
| 8       | 2       | Maksim Andraloits       | Bielorrússia                | 48.56 | Recorde pessoal      | 882    | 4182  |
| 9       | 3       | Simone Cairoli          | Itália                      | 48.77 | Recorde pessoal      | 872    | 4210  |
| 10      | 2       | Dominik Distelberger    | Áustria                     | 48.89 |                      | 866    | 3936  |
| 11      | 3       | Ilya Shkurenyov         | Atletas Neutros Autorizados | 48.95 | Recorde da temporada | 864    | 4160  |
| 12      | 4       | Niklas Kaul             | Alemanha                    | 49.28 |                      | 848    | 4089  |
| 13      | 1       | Jan Doležal             | Chéquia                     | 49.42 | Recorde pessoal      | 842    | 4083  |
| 14      | 2       | Martin Roe              | Noruega                     | 49.42 | Recorde da temporada | 842    | 4282  |
| 15      | 3       | Elmo Savola             | Finlândia                   | 49.54 | Recorde da temporada | 836    | 3969  |
| 16      | 2       | Romain Martin           | França                      | 49.60 | =                    | 833    | 3194  |
| 17      | 2       | Fredrik Samuelsson      | Suécia                      | 49.60 | Recorde da temporada | 833    | 4231  |
| 18      | 3       | Paweł Wiesiołek         | Polónia                     | 49.75 |                      | 826    | 3889  |
| 19      | 4       | Tim Duckworth           | Grã-Bretanha                | 49.87 |                      | 821    | 4380  |
| 20      | 1       | Yury Yaremich           | Bielorrússia                | 50.03 | Recorde da temporada | 813    | 4113  |
| 21      | 2       | Karel Tilga             | Estónia                     | 50.12 |                      | 809    | 4050  |
| 22      | 1       | Maicel Uibo             | Estónia                     | 50.18 | Recorde pessoal      | 806    | 4065  |
| 23      | 1       | Marek Lukáš             | Chéquia                     | 50.60 | Recorde da temporada | 787    | 3850  |
| 24      | 1       | Marcus Nilsson          | Suécia                      | 51.07 |                      | 766    | 3907  |
| 25      | 1       | Darko Pešić             | Montenegro                  | DNS   |                      |        |       |
| 25      | 3       | Eelco Sintnicolaas      | Países Baixos               | DNS   |                      |        |       |
| 25      | 2       | Thomas Van der Plaetsen | Bélgica                     | DNS   |                      |        |       |

### 110 metros com barreiras
| Posição | Bateria | Atleta               | Nacionalidade               | Tempo | Notas                | Pontos | Total |
| ------- | ------- | -------------------- | --------------------------- | ----- | -------------------- | ------ | ----- |
| 1       | 3       | Arthur Abele         | Alemanha                    | 13.94 | Recorde da temporada | 982    | 5267  |
| 2       | 3       | Jorge Ureña          | Espanha                     | 14.39 |                      | 925    | 5096  |
| 3       | 2       | Ilya Shkurenyov      | Atletas Neutros Autorizados | 14.44 | =                    | 918    | 5078  |
| 4       | 3       | Tim Duckworth        | Grã-Bretanha                | 14.55 |                      | 905    | 5285  |
| 5       | 3       | Pieter Braun         | Países Baixos               | 14.56 |                      | 903    | 5080  |
| 6       | 2       | Maicel Uibo          | Estónia                     | 14.57 |                      | 902    | 4967  |
| 7       | 3       | Jan Doležal          | Chéquia                     | 14.58 |                      | 901    | 4984  |
| 8       | 1       | Dominik Distelberger | Áustria                     | 14.61 | Recorde da temporada | 897    | 4833  |
| 9       | 3       | Mathias Brugger      | Alemanha                    | 14.63 |                      | 895    | 4274  |
| 10      | 1       | Vitali Zhuk          | Bielorrússia                | 14.66 | Recorde da temporada | 891    | 5064  |
| 11      | 2       | Simone Cairoli       | Itália                      | 14.66 | =                    | 891    | 5101  |
| 12      | 2       | Marek Lukáš          | Chéquia                     | 14.67 |                      | 890    | 4740  |
| 13      | 3       | Fredrik Samuelsson   | Suécia                      | 14.70 |                      | 886    | 5117  |
| 14      | 2       | Romain Martin        | França                      | 14.72 |                      | 884    | 4078  |
| 15      | 2       | Marcus Nilsson       | Suécia                      | 14.73 |                      | 882    | 4789  |
| 16      | 3       | Yury Yaremich        | Bielorrússia                | 14.74 |                      | 881    | 4994  |
| 17      | 2       | Niklas Kaul          | Alemanha                    | 14.78 |                      | 876    | 4965  |
| 18      | 2       | Elmo Savola          | Finlândia                   | 14.87 |                      | 865    | 4834  |
| 19      | 1       | Paweł Wiesiołek      | Polónia                     | 15.10 |                      | 837    | 4726  |
| 20      | 1       | Ruben Gado           | França                      | 15.18 |                      | 828    | 4105  |
| 21      | 1       | Karl Robert Saluri   | Estónia                     | 15.20 |                      | 825    | 5038  |
| 22      | 1       | Karel Tilga          | Estónia                     | 15.27 |                      | 817    | 4867  |
| 23      | 1       | Martin Roe           | Noruega                     | 15.31 |                      | 812    | 5094  |
| 24      | 1       | Maksim Andraloits    | Bielorrússia                | DNF   |                      | 0      | 4182  |

### Lançamento de disco
| Posição | Grupo | Atleta               | Nacionalidade               | #1    | #2    | #3    | Resultado | Notas                | Pontos | Total |
| ------- | ----- | -------------------- | --------------------------- | ----- | ----- | ----- | --------- | -------------------- | ------ | ----- |
| 1       | B     | Niklas Kaul          | Alemanha                    | 44.10 | 43.52 | 46.30 | 46.30     | Recorde pessoal      | 794    | 5759  |
| 2       | B     | Jan Doležal          | Chéquia                     | 42.42 | 45.81 | x     | 45.81     |                      | 784    | 5768  |
| 3       | B     | Paweł Wiesiołek      | Polónia                     | 43.84 | 45.68 | x     | 45.68     |                      | 781    | 5507  |
| 4       | A     | Ilya Shkurenyov      | Atletas Neutros Autorizados | 45.53 | x     | 43.13 | 45.53     | Recorde da temporada | 778    | 5856  |
| 5       | B     | Vitali Zhuk          | Bielorrússia                | x     | 42.38 | 45.46 | 45.46     |                      | 776    | 5840  |
| 6       | A     | Arthur Abele         | Alemanha                    | 40.46 | 45.42 | 44.20 | 45.42     | Recorde da temporada | 775    | 6042  |
| 7       | A     | Maicel Uibo          | Estónia                     | 45.33 | 43.77 | 43.55 | 45.33     |                      | 774    | 5741  |
| 8       | A     | Marcus Nilsson       | Suécia                      | 44.73 | 43.78 | 43.84 | 44.73     |                      | 761    | 5550  |
| 9       | A     | Fredrik Samuelsson   | Suécia                      | 41.73 | 43.75 | 43.94 | 43.94     | Recorde da temporada | 745    | 5862  |
| 10      | A     | Pieter Braun         | Países Baixos               | 37.49 | 43.75 | x     | 43.75     |                      | 741    | 5821  |
| 11      | B     | Dominik Distelberger | Áustria                     | x     | 42.16 | 43.66 | 43.66     | Recorde da temporada | 739    | 5572  |
| 12      | B     | Karel Tilga          | Estónia                     | 43.42 | x     | 42.37 | 43.42     |                      | 734    | 5601  |
| 13      | B     | Elmo Savola          | Finlândia                   | 42.62 | 42.80 | 42.92 | 42.92     | Recorde da temporada | 724    | 5558  |
| 14      | B     | Martin Roe           | Noruega                     | x     | 42.22 | x     | 42.22     |                      | 710    | 5804  |
| 15      | A     | Tim Duckworth        | Grã-Bretanha                | 40.86 | 40.27 | 41.94 | 41.94     |                      | 704    | 5989  |
| 16      | A     | Maksim Andraloits    | Bielorrússia                | 41.02 | x     | 40.45 | 41.02     |                      | 685    | 4867  |
| 17      | A     | Yury Yaremich        | Bielorrússia                | 38.96 | 38.55 | 39.97 | 39.97     | Recorde pessoal      | 664    | 5658  |
| 18      | A     | Romain Martin        | França                      | 37.19 | 39.57 | x     | 39.57     | =                    | 656    | 4734  |
| 19      | B     | Marek Lukáš          | Chéquia                     | 38.77 | 37.74 | 39.41 | 39.41     |                      | 653    | 5393  |
| 20      | A     | Jorge Ureña          | Espanha                     | 37.02 | x     | x     | 37.02     |                      | 604    | 5700  |
| 21      | A     | Ruben Gado           | França                      | 35.74 | x     | x     | 35.74     |                      | 579    | 4684  |
| 22      | B     | Simone Cairoli       | Itália                      | x     | 35.30 | x     | 35.30     |                      | 570    | 5671  |
| 23      | B     | Karl Robert Saluri   | Estónia                     | x     | x     | x     | NM        |                      | 0      | 5038  |
| 24      | B     | Mathias Brugger      | Alemanha                    |       |       |       | DNS       |                      |        |       |

### Salto com vara
| Posição | Grupo | Atleta               | Nacionalidade               | 4.20 | 4.30 | 4.40 | 4.50 | 4.60 | 4.70 | 4.80 | 4.90 | 5.00 | 5.10 | 5.20 | 5.30 | 5.40 | Resultado | Pontos | Notas                | Total |
| ------- | ----- | -------------------- | --------------------------- | ---- | ---- | ---- | ---- | ---- | ---- | ---- | ---- | ---- | ---- | ---- | ---- | ---- | --------- | ------ | -------------------- | ----- |
| 1       | A     | Ilya Shkurenyov      | Atletas Neutros Autorizados | –    | –    | –    | –    | xo   | –    | xo   | –    | xo   | o    | xo   | xo   | xxx  | 5.30      | 1004   | Recorde da temporada | 6860  |
| 2       | A     | Ruben Gado           | França                      | –    | –    | –    | –    | –    | –    | –    | –    | xo   | o    | o    | xxx  |      | 5.20      | 972    | =                    | 5656  |
| 3       | A     | Tim Duckworth        | Grã-Bretanha                | –    | –    | –    | –    | –    | o    | o    | o    | o    | o    | xxx  |      |      | 5.10      | 941    |                      | 6930  |
| 4       | A     | Maicel Uibo          | Estónia                     | –    | –    | –    | –    | –    | –    | –    | –    | xxo  | o    | xr   |      |      | 5.10      | 941    |                      | 6682  |
| 5       | A     | Romain Martin        | França                      | –    | –    | –    | –    | o    | –    | xxo  | –    | xxo  | xxo  | xr   |      |      | 5.10      | 941    | =                    | 5675  |
| 6       | B     | Vitali Zhuk          | Bielorrússia                | –    | –    | –    | xo   | o    | o    | o    | xo   | xxx  |      |      |      |      | 4.90      | 880    | Recorde pessoal      | 6720  |
| 7       | A     | Yury Yaremich        | Bielorrússia                | –    | –    | –    | –    | –    | –    | xo   | xxo  | xxx  |      |      |      |      | 4.90      | 880    |                      | 6538  |
| 8       | B     | Jan Doležal          | Chéquia                     | –    | –    | –    | o    | o    | o    | xxo  | xxx  |      |      |      |      |      | 4.80      | 849    |                      | 6617  |
| 9       | B     | Martin Roe           | Noruega                     | –    | o    | –    | o    | xo   | o    | xxo  | xxx  |      |      |      |      |      | 4.80      | 849    | =                    | 6653  |
| 10      | B     | Elmo Savola          | Finlândia                   | –    | –    | o    | xo   | xo   | o    | xxo  | xxx  |      |      |      |      |      | 4.80      | 849    | Recorde pessoal      | 6407  |
| 11      | B     | Paweł Wiesiołek      | Polónia                     | –    | –    | o    | –    | xo   | o    | xxx  |      |      |      |      |      |      | 4.70      | 819    |                      | 6326  |
| 12      | B     | Niklas Kaul          | Alemanha                    | –    | –    | –    | o    | o    | xxo  | r    |      |      |      |      |      |      | 4.70      | 819    | =                    | 6578  |
| 13      | A     | Arthur Abele         | Alemanha                    | –    | –    | –    | –    | o    | –    | xxx  |      |      |      |      |      |      | 4.60      | 790    |                      | 6832  |
| 13      | B     | Dominik Distelberger | Áustria                     | –    | –    | –    | –    | o    | –    | xxx  |      |      |      |      |      |      | 4.60      | 790    |                      | 6362  |
| 13      | B     | Marek Lukáš          | Chéquia                     | –    | –    | o    | o    | o    | xxx  |      |      |      |      |      |      |      | 4.60      | 790    |                      | 6183  |
| 13      | A     | Marcus Nilsson       | Suécia                      | –    | –    | –    | o    | o    | xxx  |      |      |      |      |      |      |      | 4.60      | 790    |                      | 6340  |
| 17      | B     | Simone Cairoli       | Itália                      | o    | –    | o    | xxo  | o    | xxx  |      |      |      |      |      |      |      | 4.60      | 790    | Recorde pessoal      | 6461  |
| 18      | A     | Pieter Braun         | Países Baixos               | –    | –    | –    | –    | xo   | –    | xxx  |      |      |      |      |      |      | 4.60      | 790    |                      | 6611  |
| 19      | A     | Fredrik Samuelsson   | Suécia                      | –    | –    | –    | o    | –    | xxx  |      |      |      |      |      |      |      | 4.50      | 760    |                      | 6622  |
| 20      | A     | Jorge Ureña          | Espanha                     | –    | –    | –    | –    | xxx  |      |      |      |      |      |      |      |      | NM        | 0      |                      | 5700  |
| 21      | A     | Maksim Andraloits    | Bielorrússia                |      |      |      |      |      |      |      |      |      |      |      |      |      | DNS       |        |                      |       |
| 21      | B     | Mathias Brugger      | Alemanha                    |      |      |      |      |      |      |      |      |      |      |      |      |      | DNS       |        |                      |       |
| 21      | B     | Karl Robert Saluri   | Estónia                     |      |      |      |      |      |      |      |      |      |      |      |      |      | DNS       |        |                      |       |
| 21      | B     | Karel Tilga          | Estónia                     |      |      |      |      |      |      |      |      |      |      |      |      |      | DNS       |        |                      |       |

### Lançamento de dardo
| Posição | Grupo | Atleta               | Nacionalidade               | #1    | #2    | #3    | Resultado | Notas                | Pontos | Total |
| ------- | ----- | -------------------- | --------------------------- | ----- | ----- | ----- | --------- | -------------------- | ------ | ----- |
| 1       | B     | Arthur Abele         | Alemanha                    | 68.10 | 65.22 | 63.27 | 68.10     | Recorde da temporada | 860    | 7692  |
| 2       | A     | Niklas Kaul          | Alemanha                    | 65.31 | 67.72 | x     | 67.72     |                      | 855    | 7433  |
| 3       | B     | Vitali Zhuk          | Bielorrússia                | 64.62 | 66.19 | 61.58 | 66.19     | Recorde pessoal      | 831    | 7551  |
| 4       | B     | Martin Roe           | Noruega                     | 58.38 | 59.22 | 64.53 | 64.53     |                      | 806    | 7459  |
| 5       | A     | Marek Lukáš          | Chéquia                     | 63.20 | 57.84 | 64.19 | 64.19     |                      | 801    | 6984  |
| 6       | B     | Jan Doležal          | Chéquia                     | 60.24 | 62.67 | 58.85 | 62.67     | Recorde pessoal      | 778    | 7395  |
| 7       | A     | Jorge Ureña          | Espanha                     | 49.93 | 61.39 | 56.89 | 61.39     | Recorde da temporada | 759    | 6459  |
| 8       | A     | Romain Martin        | França                      | 59.22 | 59.11 | 60.49 | 60.49     | Recorde da temporada | 745    | 6420  |
| 9       | A     | Marcus Nilsson       | Suécia                      | 59.50 | 57.02 | 59.67 | 59.67     |                      | 733    | 7073  |
| 10      | A     | Simone Cairoli       | Itália                      | 50.52 | 54.32 | 59.62 | 59.62     | Recorde pessoal      | 732    | 7193  |
| 11      | B     | Pieter Braun         | Países Baixos               | 56.07 | 55.68 | 59.53 | 59.53     |                      | 731    | 7342  |
| 12      | B     | Ilya Shkurenyov      | Atletas Neutros Autorizados | 55.78 | 59.13 | 57.48 | 59.13     | Recorde da temporada | 725    | 7585  |
| 13      | A     | Yury Yaremich        | Bielorrússia                | 54.75 | 58.61 | 59.12 | 59.12     |                      | 725    | 7263  |
| 14      | B     | Elmo Savola          | Finlândia                   | x     | x     | 57.12 | 57.12     |                      | 695    | 7102  |
| 15      | B     | Fredrik Samuelsson   | Suécia                      | x     | 53.61 | 56.91 | 56.91     |                      | 691    | 7313  |
| 16      | A     | Ruben Gado           | França                      | 53.54 | 53.41 | 56.17 | 56.17     |                      | 680    | 6336  |
| 17      | A     | Paweł Wiesiołek      | Polónia                     | 53.90 | 55.57 | 53.47 | 55.57     |                      | 671    | 6997  |
| 18      | B     | Tim Duckworth        | Grã-Bretanha                | x     | 51.60 | 54.78 | 54.78     |                      | 660    | 7590  |
| 19      | A     | Dominik Distelberger | Áustria                     | 53.00 | 54.43 | 54.24 | 54.43     | Recorde da temporada | 654    | 7016  |
| 20      | B     | Maicel Uibo          | Estónia                     |       |       |       | DNS       |                      |        |       |

### 1500 metros
| Posição | Atleta               | Nacionalidade               | Tempo   | Notas                | Pontos | Total |
| ------- | -------------------- | --------------------------- | ------- | -------------------- | ------ | ----- |
| 1       | Ruben Gado           | França                      | 4:21.49 |                      | 801    | 7137  |
| 2       | Niklas Kaul          | Alemanha                    | 4:23.67 | Recorde da temporada | 787    | 8220  |
| 3       | Pieter Braun         | Países Baixos               | 4:27.20 |                      | 763    | 8105  |
| 4       | Simone Cairoli       | Itália                      | 4:28.30 |                      | 756    | 7949  |
| 5       | Jorge Ureña          | Espanha                     | 4:29.26 | Recorde da temporada | 749    | 7208  |
| 6       | Marcus Nilsson       | Suécia                      | 4:29.86 |                      | 746    | 7819  |
| 7       | Vitali Zhuk          | Bielorrússia                | 4:30.81 |                      | 739    | 8290  |
| 8       | Arthur Abele         | Alemanha                    | 4:30.84 |                      | 739    | 8431  |
| 9       | Ilya Shkurenyov      | Atletas Neutros Autorizados | 4:31.38 | Recorde da temporada | 736    | 8321  |
| 10      | Paweł Wiesiołek      | Polónia                     | 4:37.03 | Recorde da temporada | 699    | 7696  |
| 11      | Marek Lukáš          | Chéquia                     | 4:37.03 | Recorde da temporada | 699    | 7683  |
| 12      | Fredrik Samuelsson   | Suécia                      | 4:38.10 | Recorde da temporada | 692    | 8005  |
| 13      | Jan Doležal          | Chéquia                     | 4:41.27 | Recorde pessoal      | 672    | 8067  |
| 14      | Martin Roe           | Noruega                     | 4:41.40 |                      | 672    | 8131  |
| 15      | Yury Yaremich        | Bielorrússia                | 4:51.10 | Recorde da temporada | 612    | 7875  |
| 16      | Romain Martin        | França                      | 4:52.79 |                      | 602    | 7022  |
| 17      | Tim Duckworth        | Grã-Bretanha                | 4:58.28 | Recorde pessoal      | 570    | 8160  |
| 18      | Elmo Savola          | Finlândia                   | 5:01.22 |                      | 553    | 7655  |
| 19      | Dominik Distelberger | Áustria                     | DNS     |                      |        |       |

## Resultado final
| Posição           | Atleta                  | Nacionalidade               | Pontos | Notas                |
| ----------------- | ----------------------- | --------------------------- | ------ | -------------------- |
| Medalha de ouro   | Arthur Abele            | Alemanha                    | 8431   |                      |
| Medalha de prata  | Ilya Shkurenyov         | Atletas Neutros Autorizados | 8321   | Recorde da temporada |
| Medalha de bronze | Vitali Zhuk             | Bielorrússia                | 8290   | Recorde pessoal      |
| 4                 | Niklas Kaul             | Alemanha                    | 8220   | Recorde pessoal      |
| 5                 | Tim Duckworth           | Grã-Bretanha                | 8160   |                      |
| 6                 | Martin Roe              | Noruega                     | 8131   |                      |
| 7                 | Pieter Braun            | Países Baixos               | 8105   |                      |
| 8                 | Jan Doležal             | Chéquia                     | 8067   | Recorde pessoal      |
| 9                 | Fredrik Samuelsson      | Suécia                      | 8005   |                      |
| 10                | Simone Cairoli          | Itália                      | 7949   | Recorde pessoal      |
| 11                | Yury Yaremich           | Bielorrússia                | 7875   |                      |
| 12                | Marcus Nilsson          | Suécia                      | 7819   |                      |
| 13                | Paweł Wiesiołek         | Polónia                     | 7696   |                      |
| 14                | Marek Lukáš             | Chéquia                     | 7683   |                      |
| 15                | Elmo Savola             | Finlândia                   | 7655   |                      |
| 16                | Jorge Ureña             | Espanha                     | 7208   |                      |
| 17                | Ruben Gado              | França                      | 7137   |                      |
| 18                | Romain Martin           | França                      | 7022   |                      |
| 19                | Dominik Distelberger    | Áustria                     | DNF    |                      |
| 20                | Maicel Uibo             | Estónia                     | DNF    |                      |
| 21                | Maksim Andraloits       | Bielorrússia                | DNF    |                      |
| 22                | Karl Robert Saluri      | Estónia                     | DNF    |                      |
| 23                | Karel Tilga             | Estónia                     | DNF    |                      |
| 24                | Mathias Brugger         | Alemanha                    | DNF    |                      |
| 25                | Darko Pešić             | Montenegro                  | DNF    |                      |
| 26                | Eelco Sintnicolaas      | Países Baixos               | DNF    |                      |
| 27                | Thomas Van der Plaetsen | Bélgica                     | DNF    |                      |
| 28                | Kevin Mayer             | França                      | DNF    |                      |

Legenda
| Recorde mundial       | Recorde mundial (World record)               |                       | Recorde africano                      | Recorde africano (African) |                                           | Q | Classificado por posição (Qualified) |
| Recorde do campeonato | Recorde do campeonato (Championship record)  | Recorde da América    | Recorde da América (Americas)         | q                          | Classificado por melhor tempo (Qualified) |   |                                      |
| Melhor marca do ano   | Melhor marca do ano (World leading)          | Recorde asiático      | Recorde asiático (Asian)              | DNS                        | Não largou (Did not start)                |   |                                      |
| Recorde nacional      | Recorde nacional (National record)           | Recorde europeu       | Recorde europeu (European)            | DNF                        | Não terminou (Did not finish)             |   |                                      |
| Recorde pessoal       | Recorde pessoal do atleta (Personal best)    | Recorde da Oceania    | Recorde da Oceania (Oceania)          | DSQ / DQ                   | Desclassificado (Disqualified)            |   |                                      |
| Recorde da temporada  | Recorde da temporada do atleta (Season best) | Recorde sul-americano | Recorde sul-americano (South America) | NM                         | Sem marca (No mark)                       |   |                                      |